# Ричленд (парафія)
Шаблон:StateAbbr_ 32°25′ пн. ш. 91°46′ зх. д. / 32.42° пн. ш. 91.76° зх. д.
Округ  Ричленд (англ. Richland Parish) — округ (парафія) у штаті  Луїзіана, США. Ідентифікатор округу 22083.

## Історія
Парафія утворена 1868 року.

## Демографія
За даними перепису 
2000 року 
загальне населення округу становило 20981 осіб, зокрема міського населення було 7545, а сільського — 13436.
Серед мешканців округу чоловіків було 9860, а жінок — 11121. В окрузі було 7490 домогосподарств, 5481 родин, які мешкали в 8335 будинках.
Середній розмір родини становив 3,14.
Віковий розподіл населення поданий у таблиці:
| Стать    | До 15 років | 15-21 | 22-29 | 30-39 | 40-49 | 50-65 | 65-85 | Понад 85 |
| -------- | ----------- | ----- | ----- | ----- | ----- | ----- | ----- | -------- |
| Чоловіки | 2397        | 1124  | 956   | 1277  | 1471  | 1422  | 1079  | 134      |
| Жінки    | 2326        | 1115  | 1076  | 1509  | 1590  | 1566  | 1638  | 301      |

## Суміжні округи
- Моргаус — північ
- Вест-Керролл — північний схід
- Медісон — схід
- Франклін — південь
- Колдвелл — південний захід
- Вачіта — захід

## Виноски
1. ↑  U.S. Decennial Census. United States Census Bureau. Архів оригіналу за 26 квітня 2015. Процитовано 1 вересня 2014.
2. ↑  Historical Census Browser. University of Virginia Library. Архів оригіналу за 11 серпня 2012. Процитовано 1 вересня 2014.
3. ↑  Population of Counties by Decennial Census: 1900 to 1990. United States Census Bureau. Архів оригіналу за 15 вересня 2014. Процитовано 1 вересня 2014.
4. ↑  Census 2000 PHC-T-4. Ranking Tables for Counties: 1990 and 2000 (PDF). United States Census Bureau. Архів оригіналу (PDF) за 18 грудня 2014. Процитовано 1 вересня 2014.
5. ↑  State & County QuickFacts. United States Census Bureau. Архів оригіналу за 14 липня 2007. Процитовано 18 серпня 2013.(англ.) Наведено за англійською вікіпедією.
6. ↑  American FactFinder. Бюро перепису населення США. Архів оригіналу за 26 лютого 2012. Процитовано 31 січня 2008.

| США | Це незавершена стаття з географії США. Ви можете допомогти проєкту, виправивши або дописавши її. |